# Sannantha crenulata
Sannantha crenulata là một loài thực vật có hoa trong Họ Đào kim nương. Loài này được (F.Muell.) Peter G.Wilson mô tả khoa học đầu tiên năm 2007.